# Takács Lajos (matematikus)
Takács Lajos (Maglód, 1924. augusztus 21. – Lyndhurst, Ohio, 2015. december 4.) amerikai-magyar matematikus, egyetemi tanár, a Magyar Tudományos Akadémia tagja (k: 1993). A matematikai tudományok doktora (1957).

## Életpályája
Az általános iskolát Maglódon, a középiskolát Budapesten végezte el; 1943-ban érettségizett. 1943–1948 között a József Nádor Műszaki és Gazdaságtudományi Egyetem hallgatója volt; Jordán Károly tanítványa volt. 1945–1948 között Bay Zoltán asszisztense volt. 1948-ban doktorált. 1948–1955 között a Tungsram Kutatóintézet illetve a Távközlési Kutatóintézet (TÁKI) munkatársa volt. 1950–1955 között a Magyar Tudományos Akadémia Alkalmazott Matematikai Kutatóintézetében, 1955–1958 között az átalakult Matematikai Kutató Intézetben dolgozott. 1953–1958 között az ELTE Valószínűségszámítási Tanszékének adjunktusa, egyetemi tanára volt. 1958-ban hagyta el Magyarországot. 1959–1960 között a New York-i Columbiai Egyetem asszisztense, 1960–1966 között egyetemi tanára volt. 1966–1987 között a clevelandi Case Western Reserve Egyetem professzora, 1987-től emeritus professzora volt. 1987-ben nyugdíjba vonult. 1993-tól a Magyar Tudományos Akadémia külső tagja volt.
Kutatási területe a valószínűség-számítás, a sztochasztikus folyamatok és a kombinatorika volt.

## Családja
Szülei: Takács Lajos és Leiti Mária voltak. 1959-ben házasságot kötött Pálóczi Horváth Dalmával. Két lányuk született: Judith (1962) és Susan (1964).

## Művei
- Investigations of Waiting Time Problems by Reduction to Markov Processes (A várakozási idő problémáinak vizsgálata a Markov-folyamatokra való redukcióval) (1955)
- Stochastic Processes, Problems and Solutions (Sztochasztikus folyamatok. Problémák és megoldások) (1960)
- Introduction to the Theory of Queues (Bevezetés a sorok elméletébe) (1962)
- Combinatorial Methods in the Theory of Stochastic Processes (Kombinatorikus módszerek a sztochasztikus folyamatok elméletében) (1967)

## Díjai
- Grünwald Géza-díj (1952)
- Neumann János elméleti díj (1994)